# しりすぎちゃん
『しりすぎちゃん』は、日本テレビで2009年6月6日から7月25日まで毎週土曜13:30 - 14:00に放送されたバラエティ番組。当番組の派生番組が2010年1月15日から金曜SUPER SURPRISE内で『うんちくクン』として放送されたのち、同年4月から6月まで『うんちく・しりすぎ』として放送された。

## 内容
- ゲストが今最も知りたいテーマについて究極のエキスパート達がスタジオに集まり、討論などにより役に立つ情報を徹底的に教える。

## 出演者

### 司会
- 今田耕司
- 徳光和夫
- 小倉優子

### ナビゲーター
- フォンチー

## スタッフ
- 構成：上野耕平、丸山浩司、カツオ
- ナレーション：古市幸子
- 技術協力：NiTRo
- 美術協力：日テレアート
- AP：城野麻衣子
- AD：徳武真人、久保田博哉、寺の息子（ボンボン）、道産子
- ディレクター：山本雅一、久保木幹雄、大屋万梨子
- 演出：吉田雅司、栗原利典
- 総合演出：仁志ノブユキ
- プロデューサー：北詰由賀（THE WORKS）
- 企画・プロデュース：町尻具宗
- チーフプロデューサー：小谷野俊介（6月は、チーフクリエイターとして表記）
- 制作協力：ザ・ワークス
- 製作著作：日本テレビ